# Aiguille Mummery
L'aiguille Mummery est un sommet du massif du Mont-Blanc culminant à 3 700 m d'altitude. Elle présente une pointe rocheuse élancée, tout comme sa voisine, l'aiguille Ravanel.

## Toponyme
L'aiguille Mummery porte le nom d'Albert F. Mummery, un des grands noms de l'alpinisme. Ce nom lui a été donné par Émile Fontaine qui en a réalisé la première ascension, non seulement pour perpétuer son souvenir mais également parce que Mummery a été le premier à traverser le col des Courtes à proximité.

## Géographie

### Situation
L'aiguille Mummery est située entre l'aiguille de Triolet et les Courtes sur un chaînon qui aboutit à l'aiguille Verte. Elle a une cime jumelle, l'aiguille Ravanel, d'une altitude légèrement inférieure (3 696 m) dont elle est séparée par une brèche. Le versant nord domine le glacier d'Argentière et le versant sud le glacier de Talèfre.
Au pied du versant sud-est de l'aiguille Mummery, on trouve la pointe Georges Charlet (3 658 m) qui a été gravie pour la première fois en 1924.

### Géologie
Du point de vue géologique, l'aiguille Mummery est constituée, comme une grande partie du massif du Mont-Blanc, de protogine, variété de granite de couleur verte.

## Premières ascensions
- 16 juillet 1903 - Arête nord-est par Émile Fontaine accompagné des guides Joseph Ravanel et Léon Tournier.
- 7 août 1924 - Face est par Étienne Jérôme-Levy, Kuhlman, Arthur Ravanel et Marcel Bozon.
- 17 août 1942 - Face sud-ouest par le guide Fernand Tournier, Charles Authenac et J. Vitrier.
- Avril 1947 - Première hivernale des aiguilles Ravanel et Mummery par Gaston Rébuffat et Jean Deudon.

## Alpinisme
- Arête nord-est (D).
- Traversée des Courtes et des aiguilles Ravanel et Mummery (D).
- Face sud-ouest (TD).

En 1947, Pierre Leininger (frère de Raymond Leininger et membre du groupe de Bleau) fait une chute mortelle dans l'aiguille Mummery. Il était encordé avec Louis Lachenal, futur vainqueur de l'Annapurna.

## Accès
L'accès se fait par le versant Talèfre et le refuge du Couvercle. La base de l'aiguille se gagne via le col des Cristaux.

## Filmographie
La flèche élancée de l'aiguille Mummery, symbole d'inaccessibilité, a suscité la réalisation de plusieurs films :
- L'Ascension des aiguilles Ravanel et Mummery réalisé par Georges Tairraz II avec Armand Charlet, Georges Charlet, Arthur Ravanel et Henri Couttet, documentaire, 1924 ;
- Sport périlleux, Jean Gourguet, documentaire, 1933 ;
- Les Passagers du Vide, Antoine Mesnage, documentaire, 2023.